# Aborto criminal
Aborto criminal és una pel·lícula dramàtica de suposada denúncia social espanyola del 1973 dirigida per Ignasi F. Iquino, coautor del guió amb Juliana San José de la Fuente (que signà com a Jackie Kelly). Fou protagonitzada per Simó Andreu, Máximo Valverde i Emma Cohen.

## Sinopsi
Per diferents circumstàncies, una sèrie de dones es veuen obligades a avortar clandestinament. Ana està embarassada d'un home casat, avorta i posteriorment se suïcida. Menchu és una noia de família benestant que viu amb hippies, es droga i manté relacions sexuals, Rosa és una dona casada i Lola és una prostituta que és obligada a avortar pel seu proxeneta El Guapo, però finalment es nega. La mort d'Ana fa que l'inspector Roland, que anava darrera de la xarxa de prostitució d'El Guapo, descobreixi que també està dedicada a l'avortament, aleshores il·legal, i detingui i porti a judici a tots els implicats.

## Repartiment
- Simón Andreu...	El Guapo
- Máximo Valverde...	Inspector Roland
- Patricia Reed ...	Rosa
- Jackie Lombard ...	Loli
- Maria Reniu 	...	Menchu
- Silvia Solar ...	Clo
- Manuel Zarzo 	...	Carlos
- Emma Cohen...	Ana
- Carmen de Lirio...	Mare de Menchu
- José Luis Pellicena...	Giovanni Argüelles

## Crítiques
Tot i que en l'època en què va ser dirigida va rebre molt bones crítiques (i fins i tot un premi) degut a la suposada "denúncia social" del seu argument sobre els "perills físics i morals de l'avortament" el seu discurs sensacionalista i ultraconservador fa que alguns crítics actuals la considerin una de les pel·lícules més ràncies i vergonyants del cinema espanyol.

## Premis
Als Premis del Sindicat Nacional de l'Espectacle de 1973 va rebre el quart premi a la millor pel·lícula (guardonat amb 100.000 pessetes).